# Пентация
Пента́ция — это повторяющаяся тетрация, как тетрация — повторяющееся возведение в степень. Она является гипероператором, это некоммутативная функция и, отсюда, имеет обратную функцию, которую можно назвать пента-корень, а также "определитель", который можно назвать пента-логарифмом (аналогично тому, как возведение в степень имеет функции: арифметический корень и логарифм).

## Избранные значения
- {\displaystyle 2\uparrow ^{3}2={^{2}2}=4}
- {\displaystyle 2\uparrow ^{3}3={^{^{2}2}2}={^{4}2}=65\,536}
- {\displaystyle 2\uparrow ^{3}4={^{^{^{2}2}2}2}={^{65\,536}2}=2^{2^{2^{\cdot ^{\cdot ^{\cdot ^{2}}}}}}} (степенная башня, 65 536 цифр в высоту) {\displaystyle \approx \exp _{10}^{65\,533}(4{,}29508)}

- {\displaystyle 3\uparrow ^{3}2={^{3}3}=3^{3^{3}}=3^{27}=7\,625\,597\,484\,987}
- {\displaystyle 3\uparrow ^{3}3={^{^{3}3}3}={^{7\,625\,597\,484\,987}3}=3^{3^{3^{\cdot ^{\cdot ^{\cdot ^{3}}}}}}} (степенная башня, 7 625 597 484 987 цифр в высоту) {\displaystyle \approx \exp _{10}^{7\,625\,597\,484\,986}(1{,}09902)}

- {\displaystyle 4\uparrow ^{3}2={^{4}4}=4^{4^{4^{4}}}=4^{4^{256}}\approx \exp _{10}^{3}(2{,}19)} (число с более чем 8072304726028225379382630397085399030071367921738743031867082828418414481568309149198911814701229483451981557574771156496457238535299087481244990261351117 цифр)

- {\displaystyle 5\uparrow ^{3}2={^{5}5}=5^{5^{5^{5^{5}}}}=5^{5^{5^{3125}}}\approx \exp _{10}^{4}(3{,}33928)} (число с более чем 101335740483872136983278553267576972270185117116755770623464509952108004698723634695141721494068939747755880776754895822228478283164306089959075181736358643875142011799147283547727738586021173064814703759351787200723048996452180837630041307409473692833759543038486957703064566010472360798193844897605589101209504209454546774958263097513767322005810705465510777633793402220923322988231124499380424439282894586348521178336279713878482570450648894133922805711795524395180721755577133072829011359247659895136301739079549270233908702418503761947271998797692094227571935828520680086265908877829725529753690673413222413335141457348022727623821406421253394216922437369408375365044138477385362978939070193348911232191623640567202579256689731508805134606143360451570066660431849665570707995072667117979943418700904329537790777733444534356826194248543340029979607298598979103744123795468203121816270562993465625073390799292310876206480054943499921701981053068932160917042995650473685207117931122905311184987598766153492828905534778648508346956438533483529463545400629688440184097561918277710690496615665576491722728848636579498113893073186293783290393447423502230550086959070687911995376710553095253124476796816498105591285423461097512139376745630443495554201011735746680320466221827426343772864901989905286630523156047116799565300979194648323188418359198350164206270055286819668314925659846493860937631657241157097013065082686784886418347324172663937544110210588867178098393563591187150255202650819735855907135915839072602897862107060170941999135561047873407607465254705064027127522840239126685623536275936529205915455897239794879202503708562622454151398263462216516157561411707580327491275675138797655162805648207735829835427209449101693854416217529432327740944907213968718451694468579092144757572479746480888506714440881805312510714171714259041497922832068414296939198127726510628452902194894972351788023966437996758286189291242980328184944824149703182726638329129225378609706224897759972026849700096019344671574560956468320222614748613869096068225240517313611151511470364192869101537259798067994825728472312203914722815403202457084423163900089648908404030178142145781926143847736767828712084988 цифр)

- {\displaystyle {^{^{2}2}2}\neq \left(2\uparrow \uparrow 2\right)\uparrow \uparrow 2={^{2}4}=256}

- {\displaystyle {^{^{^{2}2}2}2}\neq \left((2\uparrow \uparrow 2)\uparrow \uparrow 2\right)\uparrow \uparrow 2={^{2}256}\approx 3.2317006\times 10^{616}} (число с более чем 617 цифр)

- {\displaystyle {^{^{3}3}3}\neq \left(3\uparrow \uparrow 3\right)\uparrow \uparrow 3={^{3}7\,625\,597\,484\,987}\approx \exp _{10}^{4}(1{,}14589)} (число с более чем 1098235035280651 цифр)